# Hans-Günter Becker
Hans-Günter „Atze“ Becker (* 31. August 1938) ist ein ehemaliger deutscher Fußballspieler. Er bestritt 33 Bundesligaspiele.

## Karriere
Der rechte Läufer Becker begann das Fußballspielen bei Sparta und spielte später beim ASV Berlin. Mit dem ASV wurde er 1954 Berliner Jugendmeister. 1958 begann er seine Vertragsspielerlaufbahn bei Viktoria 89 Berlin in der Stadtliga, damals eine der fünf höchsten Spielklassen im Westen Deutschlands.
1961 wechselte der Verteidiger Becker, der hauptberuflich Angestellter im Öffentlichen Dienst war, zum Liga- und Stadtrivalen Tasmania Berlin. Für Tasmania kam er zu 49 Stadtligaeinsätzen, in denen er 1 Tor schoss. 1962 wurde er mit dem Verein Berliner Meister und ebenfalls 1962 Berliner Pokalsieger. Nachdem Tasmania 1964 Meister der zweitklassigen Regionalliga Berlin geworden war, nahm er auch an den Aufstiegsspielen zur Bundesliga teil. 1965 stieg die Tasmania aufgrund des Lizenzentzugs für Hertha BSC überraschend in die Bundesliga auf. In der Saison 1965/66 bestritt Becker, der der Kapitän der Mannschaft war, alle Spiele bis auf eines. Der Verein erreichte in der Saison nur acht Punkte, stellte zahlreiche Negativrekorde auf und stieg folglich in die Regionalliga Berlin ab. 1969 nahm Tasmania als Berliner Vizemeister noch einmal an der Aufstiegsrunde zur Bundesliga teil. Becker bestritt alle 8 Spiele der Aufstiegsrunde, in der Tasmania mit 4 Punkten nur Vierter wurde.
Becker blieb noch bis zu seinem Karriereende 1971 bei der Tasmania. Nachdem die Tasmania 1970 nur Dritter geworden war, beendete Becker 1970 seine aktive Laufbahn. Er wurde jedoch am Anfang der Saison 1971/72 kurzzeitig reaktiviert, kam in dieser Saison aber zu keinem Regionalligaeinsatz mehr. Insgesamt kam er für die Tasmanen auf 156 Regionalligaeinsätze, in denen er 14 Tore schoss.
Becker kam auch zu 2 Europapokalspielen im Messepokal 1962/63 gegen die Stadtauswahl Utrecht XI.